# Unistar
Unistar Servicios Aéreos, o conocida solamente como Unistar, es una aerolínea peruana de vuelos chárter. Su centro de operaciones es el Aeropuerto Internacional Jorge Chávez, de la ciudad de Lima.
Fue la primera empresa peruana especializada en operaciones de búsqueda, rescate, transporte aeromédico nacional y ambulancia aérea a nivel internacional.

## Historia
Fue fundada en 1999 bajo el nombre de «Unistar Networks» y en un inicio solo brindaba servicio de comunicaciones aeroportuarias. Años después, se agrupó con su empresa hermana «Unistar Servicios Aéreos», la empresa que brinda servicios aéreos integrales, la cual actualmente certificada por la Dirección General de Aeronáutica Civil del Perú.

## Datos
Las oficinas principales están ubicadas en el Centro Empresarial Blu Building en Lima, Perú y su estación principal de mantenimiento aeronáutico se encuentra ubicada en la rampa Sur del Aeropuerto Internacional Jorge Chávez.

## Servicios
Unistar cuenta con los servicios de:
- Vuelos chárter nacionales.
- Vuelos chárter internacionales.
- Ambulancia aérea nacional.
- Ambulancia aérea internacional.
- Vuelos de carga especial.
- Vuelos de aeroturismo sobre Nazca y Palpa.

## Flota
La flota consta de las siguientes aeronaves: